# 洪小文
洪小文（英語：Hsiao-Wuen Hon，1963年—），生於台灣台北市，祖籍浙江宁波。資訊科學家，電機電子工程師學會會士（IEEE Fellow），曾任蘋果電腦APP-ISS部門技術總監、微軟語音產品部門首席技術架構師，現任微軟亞洲研究院院長。

## 生平
洪小文的父親是台灣外省人，原本來回海峽兩岸間做生意，後因國共內戰，商船遭中華民國國軍擊沉，於是留在台灣，在皮鞋店由學徒做起，經業務員，一直做到經理，育有五名小孩。他從小就有數學天份，高中曾代表台灣參加國際數學奧林匹亞競賽。大學就讀台灣大學電機系，畢業後，申請到美國卡內基美隆大學獎學金，至美國留學。他的指導教授為拉吉·瑞迪，在此獲得碩士與博士學位。他以語音辨識技術為研究主題，李開復與許峰雄是他學長，微軟亞洲研究院第三任院長沈向洋是他學弟。
1992年取得博士學位後，與李開復一同加入蘋果電腦工作，之後一直升到蘋果APP-ISS部門技術總監。1995年，他加入微軟工作，曾參與微軟亞洲研究院的創立，1998年被調回西雅圖總部，昇任微軟語音產品部門首席技術架構師，之後回到北京，2004年擔任微軟亞洲研究院副院長，2007年升任院長、微软亚太研发集团主席。2015年10月，任微软公司资深副总裁。